# Catacombes de Rome
 (janvier 2025).
Si vous disposez d'ouvrages ou d'articles de référence ou si vous connaissez des sites web de qualité traitant du thème abordé ici, merci de compléter l'article en donnant les références utiles à sa vérifiabilité et en les liant à la section « Notes et références ».
Les catacombes de Rome sont les lieux de sépultures souterraines dans lesquelles les chrétiens de Rome, notamment, enterraient leurs morts lors des premiers siècles de l'Église primitive.
Le nom original de ces lieux était coemeteria (dortoirs). Le terme « catacombe » vient du latin ad catacombas, c'est-à-dire « près des carrières », car une des premières catacombes, la catacombe de Saint-Sébastien, était dans une ancienne carrière. Mais ce n'est qu'à partir de Xe siècle que l'expression devint un nom générique pour ce genre de cimetière chrétien souterrain.
Les catacombes les plus importantes étaient chrétiennes, mais il en existait aussi pour les juifs et les païens.

## Histoire
Les premières catacombes furent creusées dès le IIe siècle en dehors de l'ancienne enceinte des murs (le long des voies d'accès à Rome), pour respecter la loi romaine obligeant d'ensevelir ou d'incinérer les cadavres à l'extérieur de la ville : c'est la limite du pomoerium. En ce sens, les Romains reprenaient l'ancienne pratique des Étrusques. En fait, un seul de ces cimetières portait le nom de « catacombe », celui de San Sebastiano sur la Via Appia dont l'entrée se situait au fond d'une dépression, une combe, une carrière.

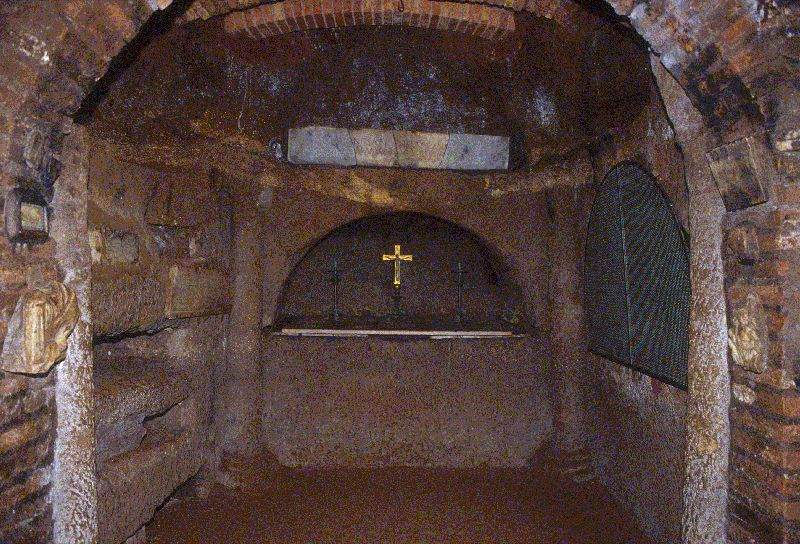
Mensa d'un arcosolium,.

L'opinion commune veut que les catacombes chrétiennes se développent à Rome dans les temps difficiles des persécutions et soient le lieu de réunions furtives des premiers chrétiens recherchés par la police. En fait, ces cimetières sont créés à l'usage des fidèles qui veulent dans la mort reposer côte à côte (notamment inhumation ad sanctos, « près des Saints » martyrs) au lieu d'être enterrés avec leurs proches. Les premières communautés chrétiennes établissent pour ce faire des cimetières en surface avec une partie souterraine, non pour se cacher (la police connaît parfaitement ces lieux, comme l'atteste leur descente dans la catacombe de Saint-Calixte pour arrêter le pape Étienne Ier en 257 ou l'archidiacre Laurent de Rome le 6 août 258), mais pour rentabiliser l'achat de terrains, ces catacombes formant des cimetières à hypogée beaucoup plus complexes et plus vastes que celles précédentes des Étrusques et des juifs. La tradition chrétienne raconte qu'au IIIe siècle, les chrétiens persécutés se réunissent en secret pour prier ainsi que célébrer l'Eucharistie dans les catacombes, mais il s'agit plus d'un mythe développé par les Romantiques (tel François-René de Chateaubriand dans Les Martyrs en 1809 ou encore le Cardinal Nicholas Wiseman dans son œuvre Fabiola en 1854) qui ont contribué à imposer l'image d'une Église souterraine, plus ou moins cachée et repliée sur elle-même, et ont diffusé l'idée selon laquelle le succès du christianisme était dû aux conversions suscitées par la célébration d'un culte sur les tombeaux. Confirmant l'édit de Galère (311), l'édit de Constantin (313) rend licite la religion chrétienne au IVe siècle et ces cimetières souterrains deviennent un lieu de pèlerinage pour honorer les martyrs de Rome, les chrétiens les y aménageant comme lieu de culte et mémorial de ces saints. Ainsi, à partir du VIe siècle, les catacombes cessent progressivement d'être des lieux de sépulture, mais restent un certain temps des lieux de dévotion, attestés par les nombreux graffitis laissés par les pèlerins sur les tombes des martyrs. Au IXe siècle, au cours de nombreuses invasions (notamment sarrasines), les reliques des martyrs sont transférées dans les églises de Rome. Beaucoup de catacombes sont ainsi condamnées et ne sont redécouvertes, depuis les premières visites des antiquaires Baronius et Antonio Bosio au XVIe siècle, jusqu'au fouilles archéologiques de Giovanni Battista de Rossi, fondateur de l'archéologie chrétienne au XVIIIe siècle. Ces fouilles mettent en évidence la présence de mensa (table d'autel) sur les tombes, de chancels et de mobilier liturgique (trône, ambon), ce qui alimente le mythe romantique alors que ces éléments n'ont pas été installés avant le IVe siècle, si bien que l'image illusoire d'une église souterraine se perpétue dans la littérature populaire du XIXe siècle à travers des romans comme Fabiola ou l'Église des catacombes (en) du cardinal Nicholas Wiseman en 1854 ou Quo vadis ? de Henryk Sienkiewicz en 1896, œuvres traduites en plusieurs langues et adaptées en films. Au XIXe siècle, Giovanni Battista de Rossi devient le seul découvreur des catacombes de Rome puisqu’il reprend minutieusement le travail de Bosio et le complète. Par cette étude scrupuleuse, il met au jour des inscriptions datant du XVe siècle au nom de « Pomponio Laeto et autres savants de la Renaissance » - appelés antiquitatis perscrutatores et amatores- qui seraient revenus au paganisme et auraient donc été surveillés par le pape. Cachés dans les catacombes, ils auraient organisé des réunions secrètes, ce qui est étrange lorsque l’imaginaire collectif présente le tableau inverse: des chrétiens cachés d’un empereur païen et persécuteur,.
Il faut attendre les fouilles scientifiques des années 1960 pour prendre conscience que ces cimetières souterrains n'ont jamais été la matérialisation d'un séparatisme religieux, ni des lieux de réunion et de célébration liturgique.

## Description

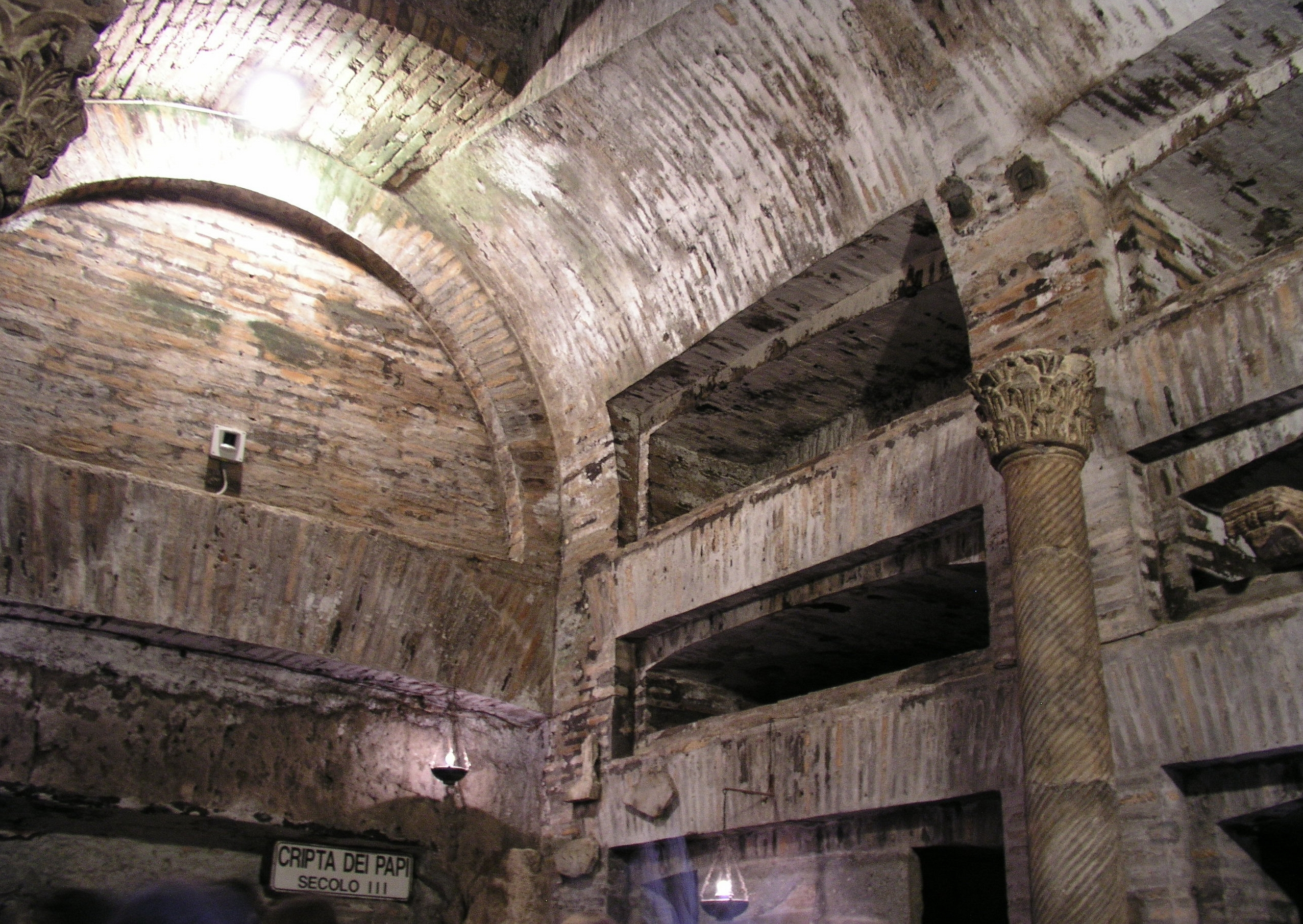
La crypte des Papes dans la catacombe de Saint-Calixte.

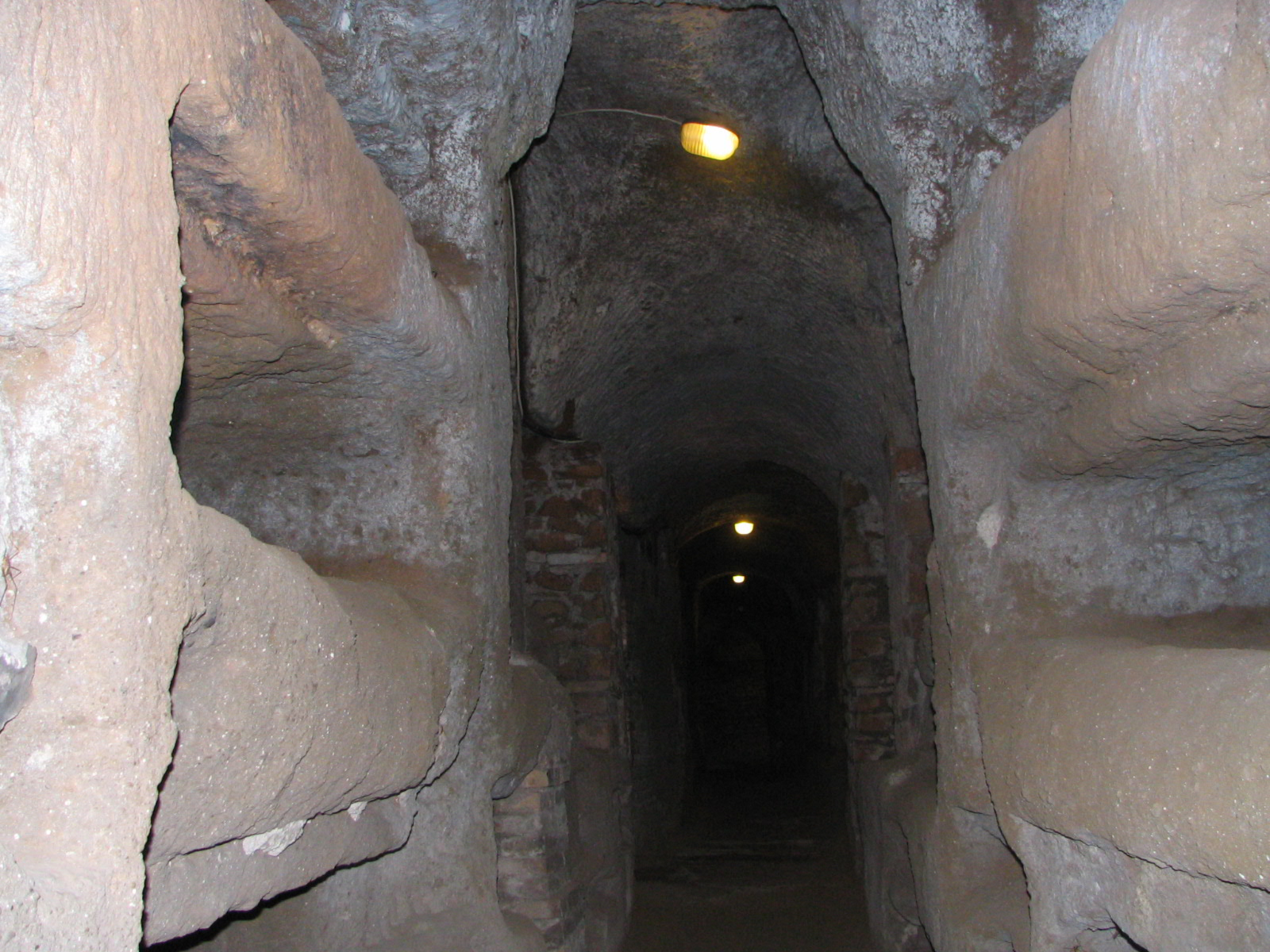

Elles furent prolongées sans plan, jusqu'à une hauteur de 5 ou 6 mètres, superposées sur plusieurs niveaux, s'enfonçant jusqu'à 20 mètres. Les couloirs étaient extrêmement étroits (60 à 80 cm).
On compte aujourd'hui une soixantaine de catacombes, abritant des milliers de tombes, réparties sur plusieurs centaines de kilomètres. Chaque galerie principale est entrecoupée de galeries secondaires qui forment un véritable réseau. Il existe trois types de réseaux: à graticola, à petina et une forme hybride entre les deux antérieures.
Le système à petina, est souvent comparé à l'épine dorsale d'un poisson avec ses arêtes, car elle se structure autour d'une grande voie principale de laquelle émanent des réseaux secondaires plus petits, ce système se trouve par exemple dans la catacombe de Saint-Calépode à Rome. Le système à graticola se structure autour de deux voies principales en forme de « U », qui sont reliées entre elles par des ambulacres secondaires, nous pouvons le retrouver dans la catacombe de Saint-Calixte.
Dans les catacombes de Saint-Sébastien, les galeries s'étendent sur plus de douze kilomètres. Les 65 catacombes connues développent au total leurs galeries sur plus de 600 kilomètres.
Les galeries donnent accès à des chambres funéraires, appelées cryptes (crypta), certaines contenaient la tombe d'un martyr ou étaient destinées à la célébration de cérémonies liturgiques et d'anniversaires des défunts (Refrigerium). La crypte la plus connue est la crypte des Papes, dans la catacombe de Saint-Calixte.
Le long des galeries sont creusées des niches rectangulaires où les corps étaient déposés. Les niches qui refermaient les sépultures étaient recouvertes par une plaque de marbre, de terre cuite ou de bois. La plupart de ces niches pouvaient contenir deux ou plusieurs corps et les noms des défunts étaient gravés sur la plaque, où l'on apposait des objets ayant appartenu au défunt. Ce type de sépulture se nommait loculus. Plus tard des loculi ont été creusés dans les chapelles, sous les pavements et même dans les escaliers. Ce type de sépulture était réservé aux plus pauvres (d'où le fait qu'ils pouvaient contenir jusqu'à cinq corps, souvent des gens de la même famille, qui, faute de moyens ne pouvaient s'offrir mieux comme dernière demeure). Ces loculi étaient étagés le long d'une paroi en piles ou pilae.
Il existe un autre type de sépulture proche du loculus, appelé « tombes à mensa ». Mais à la différence des loculi, il s'agit non plus de niches creusées en longueur dans le mur, mais plutôt en profondeur (un peu comme le système de nos morgues actuelles…).
Les galeries peuvent aussi mener à des cubicula, qui sont des chambres funéraires pouvant contenir plusieurs loculi. Ce type de chambre était réservé aux plus aisés et pouvait faire office de caveau familial, on y rencontrait également des membres d'un même métier.
Certaines niches, nommées arcosolium, étaient des tombeaux plus vastes et plus soignés et portaient des décorations. Au-dessus de la tombe, creusée dans le tuf il y avait un arc, d'où leur nom. Plus tard elles furent creusées et la pierre qui recouvrait la tombe, disposée à l'horizontale pouvait servir d'autel pour célébrer la messe.
Les catacombes pouvaient être éclairées par quelques rares soupiraux, des lampes à huile, des candélabres, des lampes suspendues ainsi que des lucernaires — ces grands puits remontant à la surface ont servi aux ouvriers, lors de la construction des galeries, à faire passer leurs divers outils et à déblayer la terre.

## Décorations

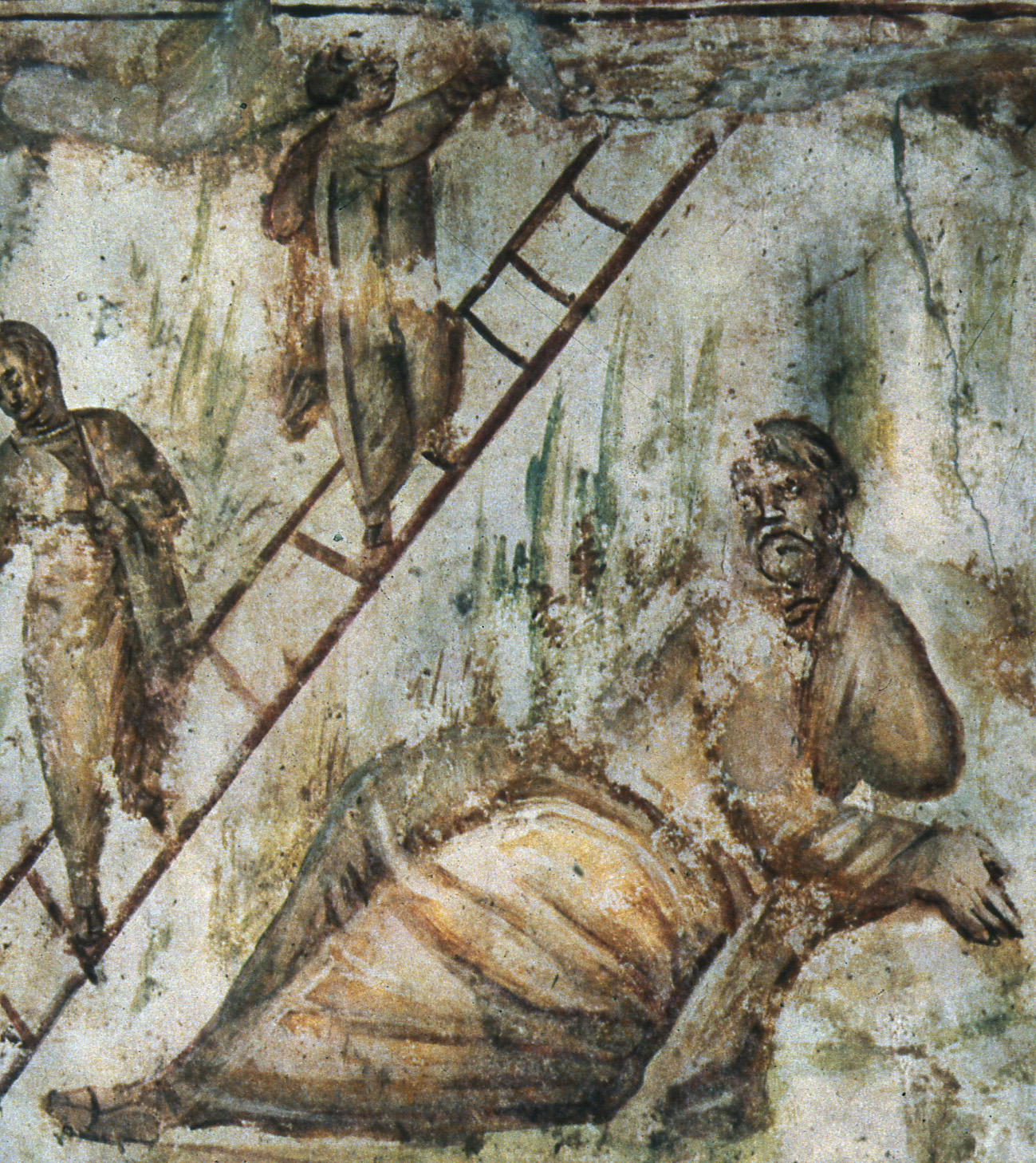
Une fresque, dans la catacombe d'Aproniano ou catacombe de la Via Latina, représentant lÉchelle de Jacob, selon l'épisode décrit dans le Livre de la Genèse (28:11-19), en référence au rêve du patriarche Jacob fuyant son frère Ésaü, avec une échelle montant vers le ciel.

Les catacombes étaient fréquemment décorées de stucs ou de peintures expressives et riches de contrastes chromatiques. Les tombes des martyrs pouvaient être décorées avec des peintures réalisées à fresque.
Le style pictural le plus employé est le style linéaire rouge et vert. Il consiste à délimiter de façon géométrique, par des lignes de peinture rouge et verte sur fond blanc, des cadres pouvant accueillir une scène ou divers motifs. Ce style est inspiré d'un style décoratif romain, le quatrième style pompéien.
Au niveau iconographique, les thèmes varient selon les périodes. En effet, avant la date de 313 qui est celle de la proclamation de l'édit de Milan par Constantin Ier, accordant la liberté de culte, les Chrétiens souffrent de persécutions et ne peuvent donc s'exprimer librement. Les peintures des catacombes sont donc à cette époque symboliques et étaient souvent utilisés les symboles de la nouvelle foi : le poisson, l'olivier, le pain, les rameaux, la vigne, la colombe (avec un rameau d'olivier dans son bec, elle symbolise l'âme dans la paix divine) et le bateau. Le « Bon Pasteur » représenté avec une brebis sur les épaules symbolise le Christ sauveur et l'animal qu'il a sauvé et on le retrouve fréquemment dans les fresques ou les bas-reliefs.
Les fonds de verre ou de vaisselle décorés, appelés généralement verre sandwich doré, ont été utilisés dans les catacombes romaines comme marqueurs de tombes qui dans les catacombes étaient empilés les unes au-dessus des autres dans les couloirs étroits. Les visiteurs pouvaient ainsi les identifier.
Puis, après la date de 313, les Chrétiens peuvent enfin s'exprimer librement ; l'iconographie change alors et des scènes de l'Ancien et du Nouveau Testament sont représentées sur les parois. Les thèmes que l'on rencontre le plus souvent sont ceux des épisodes de la vie de Jonas – notamment celui de Jonas dévoré par le monstre marin – ou des passages de la vie du Christ (la Guérison d'un paralytique, la Résurrection de Lazare…).
Le monogramme du Christ, formé de deux lettres de l'alphabet grec, le X (chi) et le P (ro), mêlées l'une dans l'autre, qui sont les deux premières lettres du mot grec Christòs (le Christ), placé sur une tombe, indiquait que le défunt était chrétien. Cependant, il est bon de souligner que, toutes les personnes enterrées dans les catacombes n'étant pas chrétiennes, il existait aussi des décorations païennes faisant par exemple allusion à la mythologie gréco-romaine.

## Chiffres
Le nombre d’enterrés est estimé à environ 500 000, ainsi qu'une dizaine de martyrs et seize papes.

## Liste des catacombes de Rome
- Catacombe dei due Felici (it)
- Catacombe dei Giordani (it)
- Catacombe dei Santi Gordiano ed Epimaco (it)
- Catacombe dei Santi Processo e Martiniano (it)
- Catacombe de la Nunziatella (it)
- Catacombe d'Aproniano
- Catacombe de Calepodius (it)
- Catacombe de Novaziano (it)
- Catacombe de Pontian (it)
- Catacombe de San Castulo (it)
- Catacombe de San Lorenzo (it) (ou de Ciriaca)
- Catacombe de San Nicomede (it)
- Catacombe de San Pancrazio (it)
- Catacombe de San Panfilo (it)
- Catacombe de San Valentino (it)
- Catacombe de Santa Sinforosa
- Catacombe di Santa Tecla (it)
- Catacombe de Sant'Agnese (it)
- Catacombe de Sant'Ermete (it) (ou de Bassilla)
- Catacombe de Sant'Ilaria (it)
- Catacombe de Sant'Ippolito (it)
- Catacomba de Trasone (it)
- Catacomba majeure (it)
- Catacombes des Saints Marcellino et Pietro (it)
- Catacombe des saints Marco et Marcelliano (it)(ou de Basileo)
- Catacombes de Commodilla (it)
- Catacombes de Domitilla
- Catacombes de Generosa (it)
- Catacombes de Pretestato (it)
- Catacombe de Priscille
- Catacombe de Saint-Calixte
- Catacombes de Saint-Sébastien
- Catacombes de San Zotico (it)
- Catacombes de Santa Felicita (it)
- Catacombes de sant'Alessandro (it)
- Catacombes de la Via Anapo (it)
- Catacombes de Vigna Randanini (it)
- Catacombes de Villa Torlonia (it)
- Hypogée des Aureli (it) (catacombe gnostique)
- Hypogée de la via Dino Compagni (it)
- Hypogée de la via Livenza (it)
- Hypogée de Vibia (it) (mélangeant des sépultures païennes et chrétiennes)

## Galerie

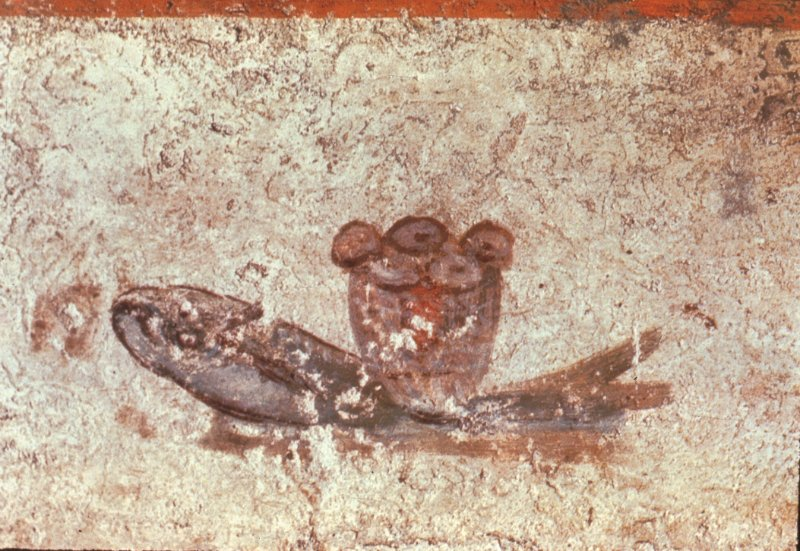
Pain et poisson (symboles paléochrétiens).
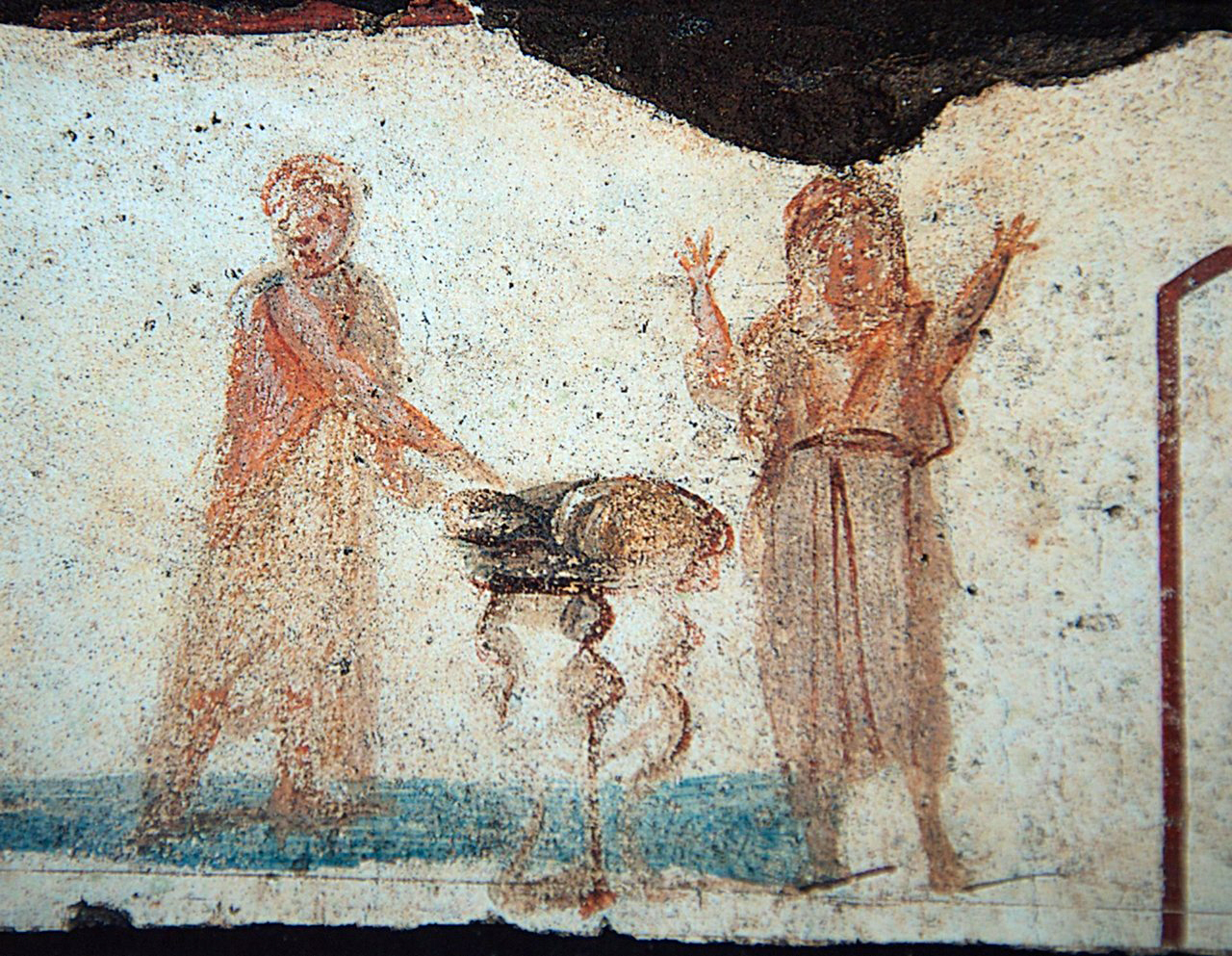
Pain de l'Eucharistie. « Les premiers chrétiens voulurent représenter dans leurs cubicula comme symbole de l’Eucharistie le miracle de la multiplication des pains et des poissons (Jn 6, 1-15). Jésus, en effet, partant de ce miracle, promet un pain particulier et différent : son corps »[13].
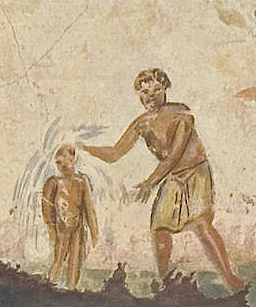
Baptême de Saint Calixte.
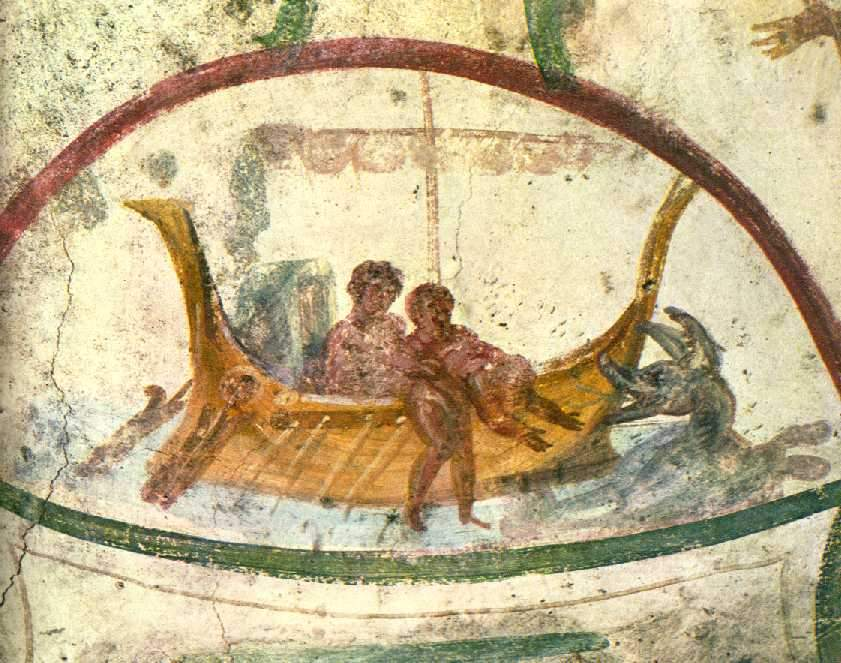
Jonas est jeté dans la mer. « Dans tous ces cubicula apparaît le prophète Jonas. Il est le prophète le plus aimé des premiers chrétiens, parce qu’il a prêché le message du salut aux habitants de Ninive, c’est-à-dire aux païens »[13].
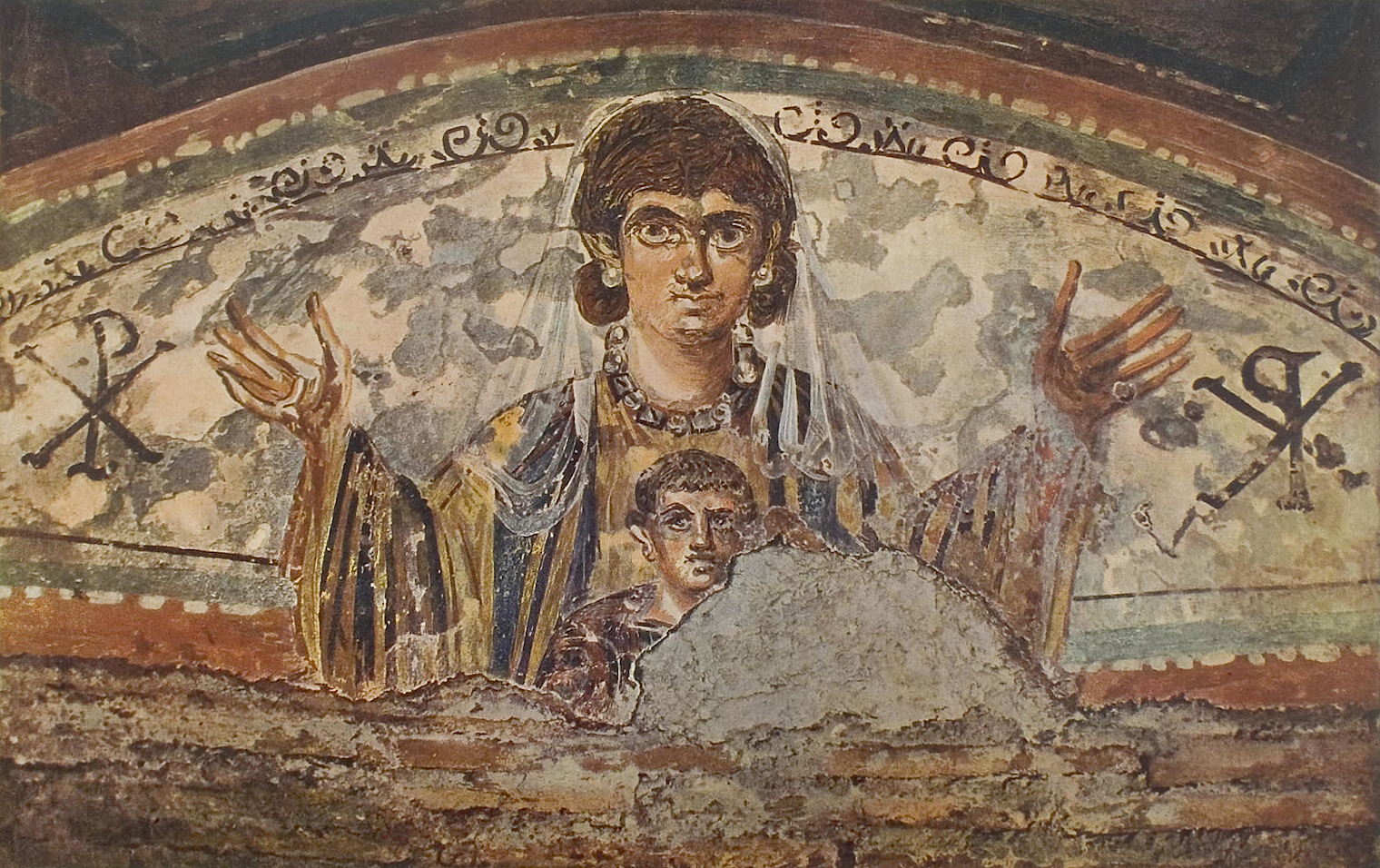
Sainte Vierge et l'Enfant.
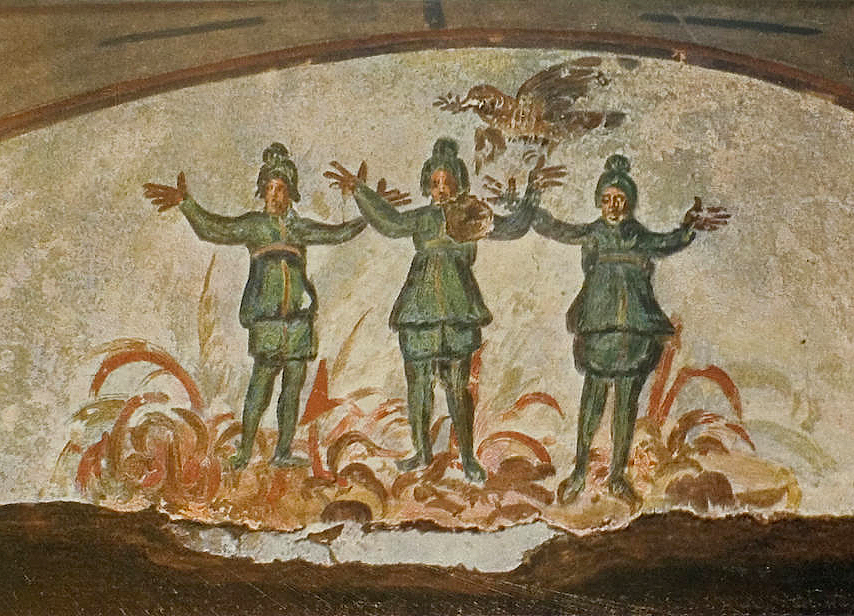
Les Trois Hébreux dans la Chaudière Enflammée.
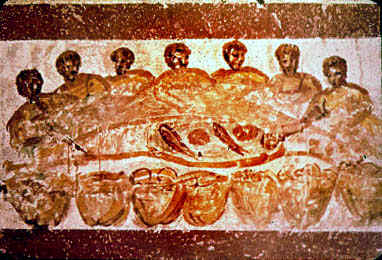
Repas de l'Agape.
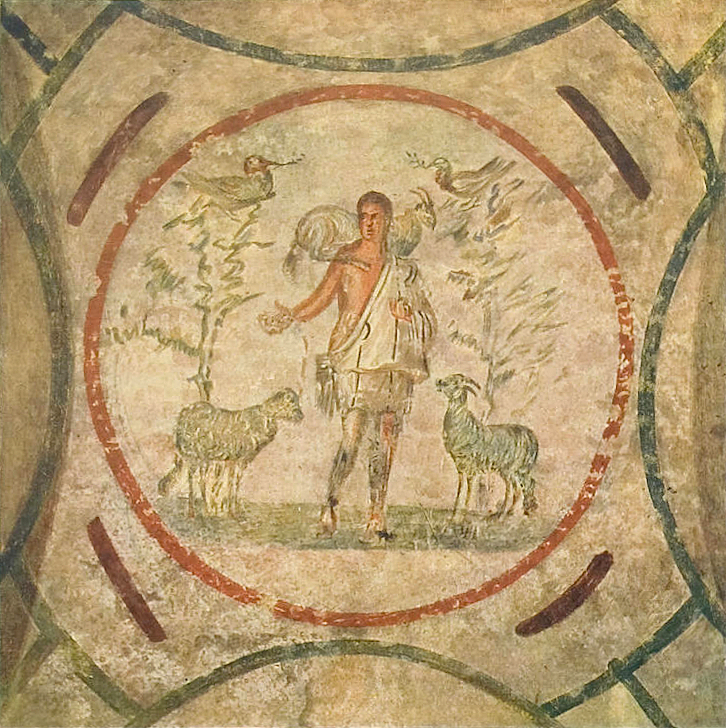
Le bon berger.
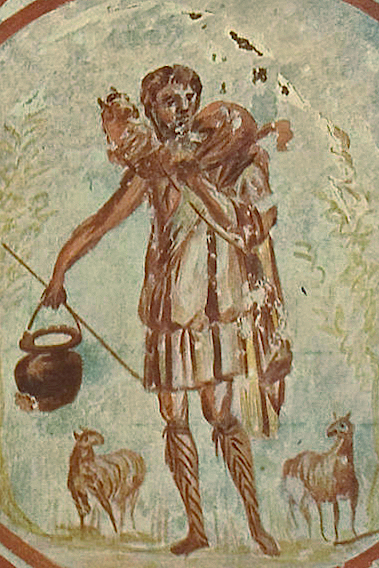
Le bon berger.
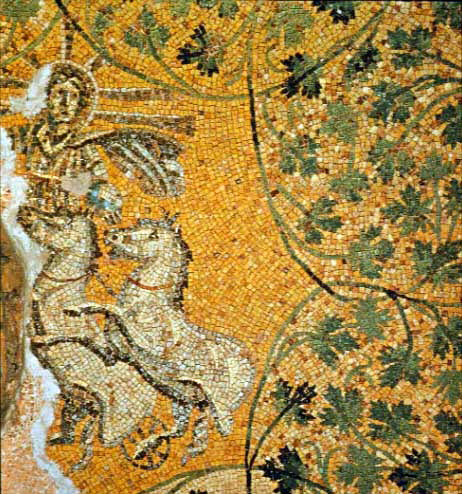
Christ soleil.
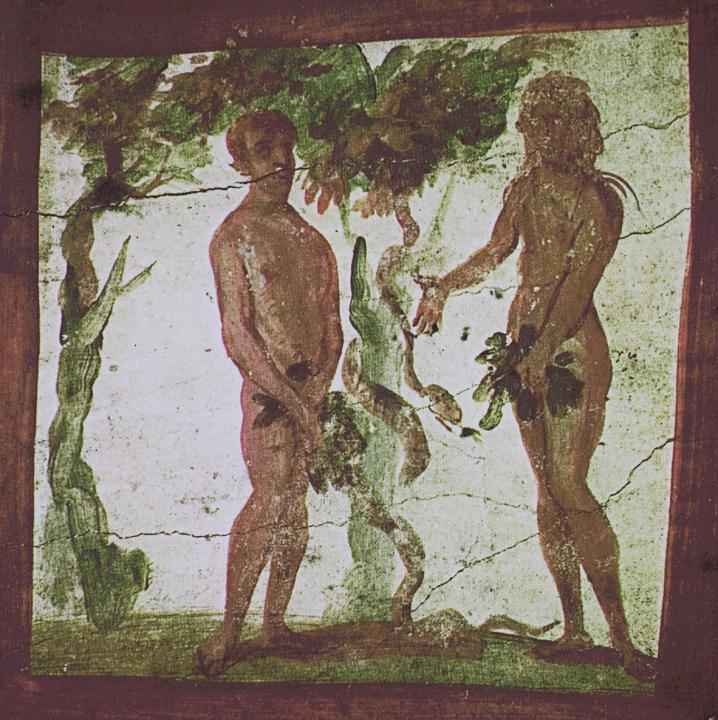
Adam et Ève.
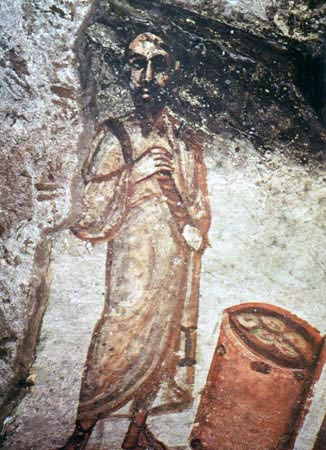
Saint Paul philosophe.